# Kask m/1845

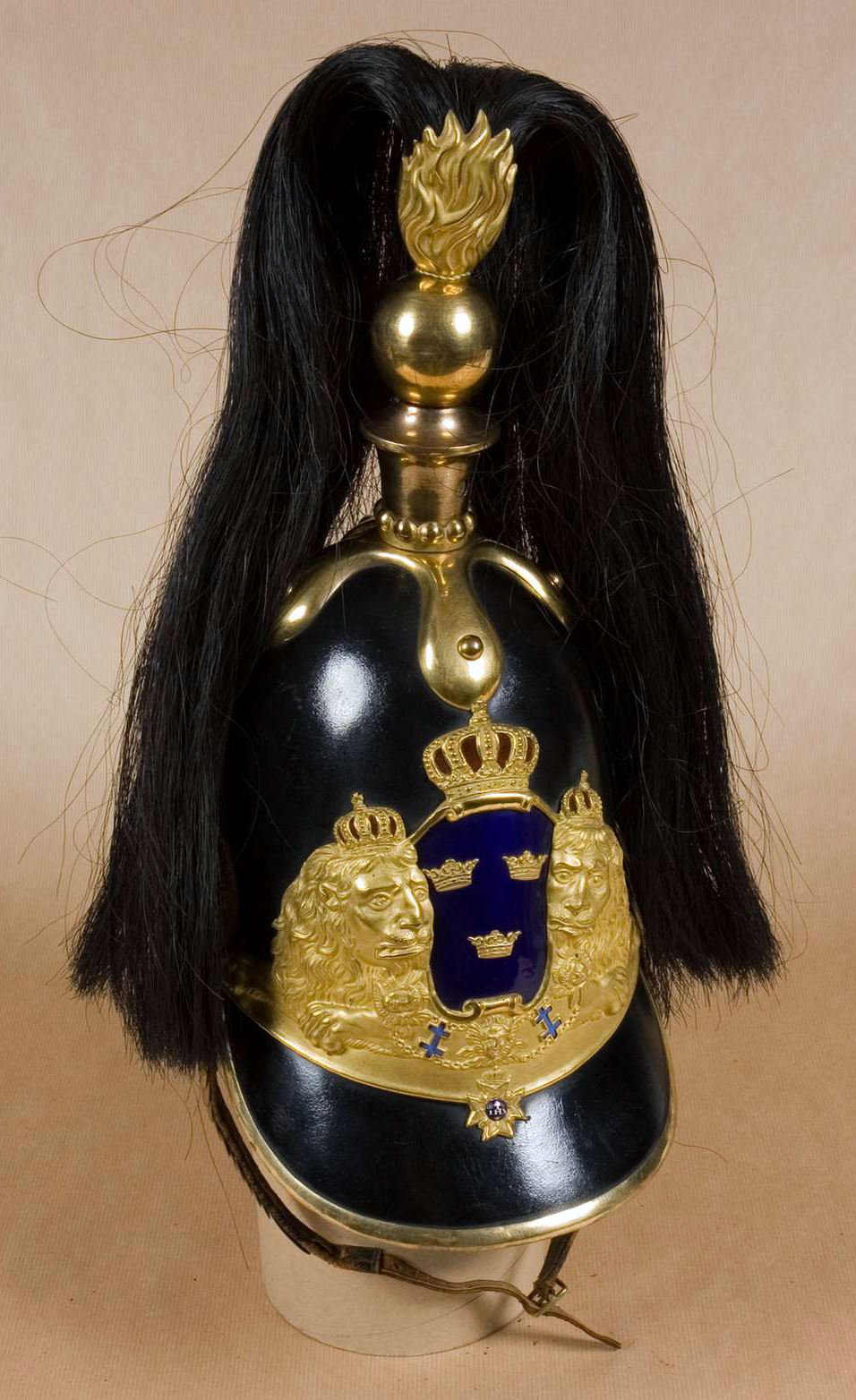
Kask m/1845 för officer vid Liv- och hustrupperna.

Kask m/1845 är en kask som har använts inom den svenska försvarsmakten (dåvarande krigsmakten).

## Utseende
Kask m/1845 är hög i formen och gjord i svartlackerat läder, försedd med en förgylld vapenplåt som hos officerare även är blåemaljerad. Kasken har en rundad skärm, kantad med ett band av mässingsmetall. Baktill är den försedd med ett nackskydd som går ned ungefär lika långt som framskärmen. Hakremmen av läder pryddes av metallfjäder och kunde spännas runt hakan med ett spänne. Remmens fästpunkter är täckta av en platta, smyckad med ringar. Under höger fästpunkt placerades en gul nationalitetskokard. På versionen som infördes vid Marinregementet hade picken bytts ut mot en kula i metal.
Indelta armén hade en vapenplåt i form av lilla riksvapnet omgiven av serafimerordens kedja, krönt med kunglig krona. Liv- och hustrupperna hade däremot en vapenplåt i form av lilla riksvapnet, krönt med kunglig krona samt två lejon på båda sidor. Varianten som användes av Marinregementet var försedd med en krönt vapenplåt, omgiven av ordenskedjan, fanor och ankare.
Vid stor parad bar man svart plym, förutom vid Livgardet till häst (K 1) som bar vit plym.

## Användning
År 1845 fick infanteriet, artilleriet och en del av kavalleriet och flottan en ny uniform då kask m/1845 infördes. Kasken användes av indelta armén och liv- och hustrupper där Livgardet till häst (K 1) är inkluderat, samt av Marinregementet vid flottan. Som en del av uniformen bars även vapenrock m/1845 och långbyxor m/1845.
Vid K 1 bars denna kask till och med 1852 då den ersattes av lansiärmössa m/1852. Vid infanteriet stannade den kvar ända till 1858 då den ersattes av käppi m/1858.
Artilleriets motsvarighet till kask m/1845 var kask m/1845 (artilleri) av samma årgång.

## Fotografier

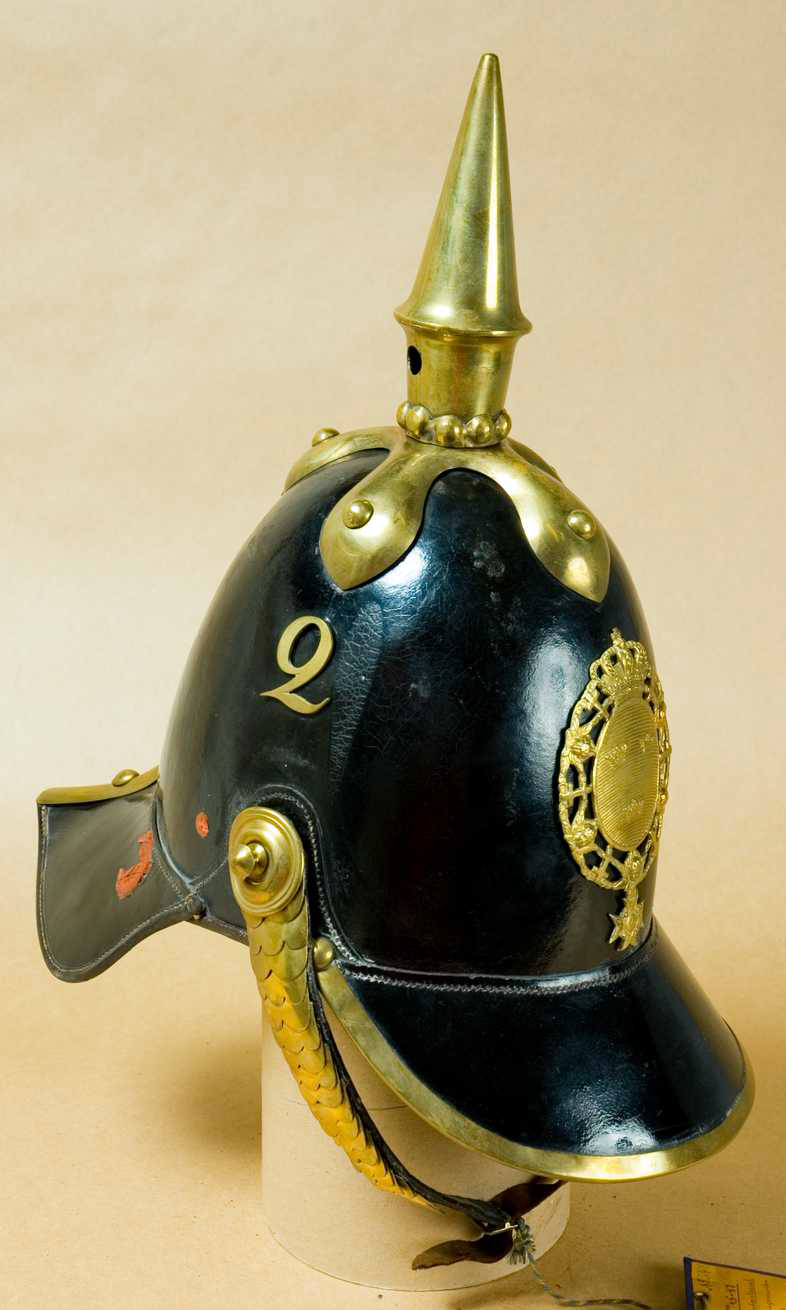
Kask m/1845-47 för manskap vid indelta armén, utom liv- och hustrupper. Notera kompaninumret på höger sida.
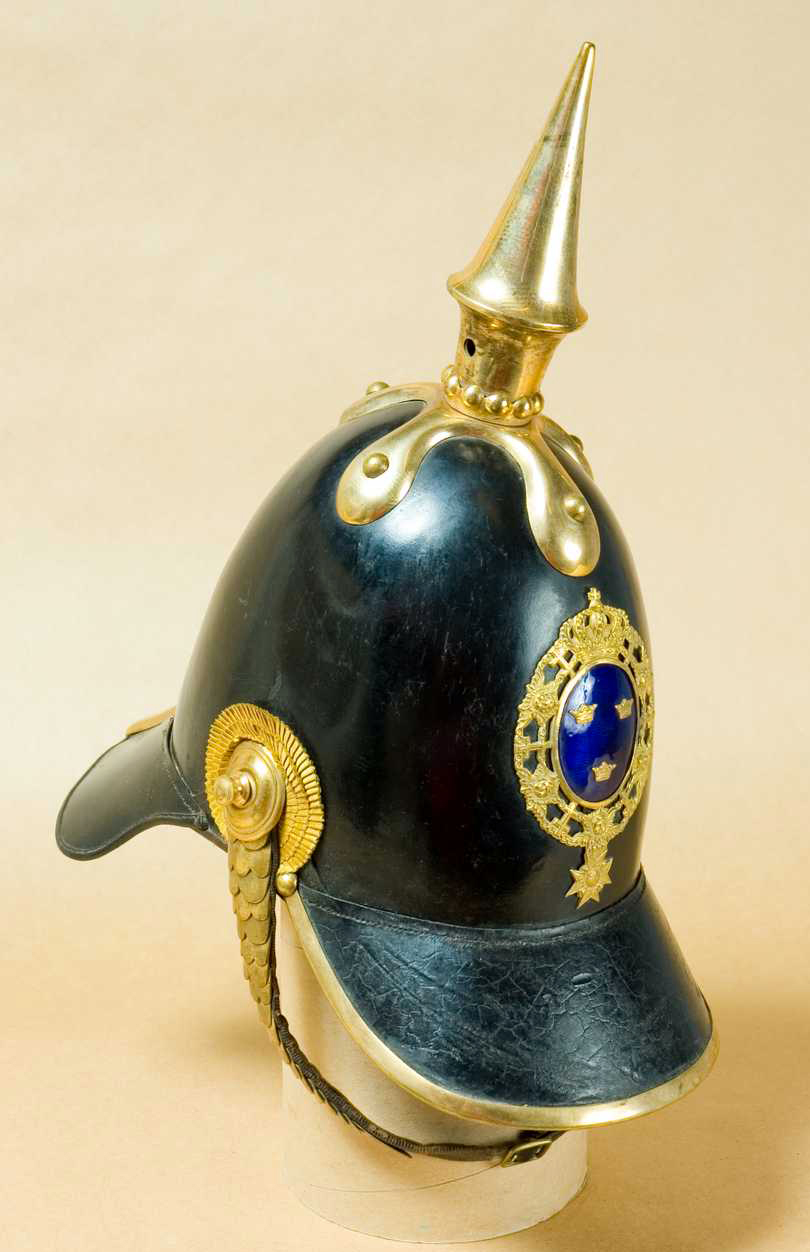
Kask m/1845 för officer vid indelta armén.
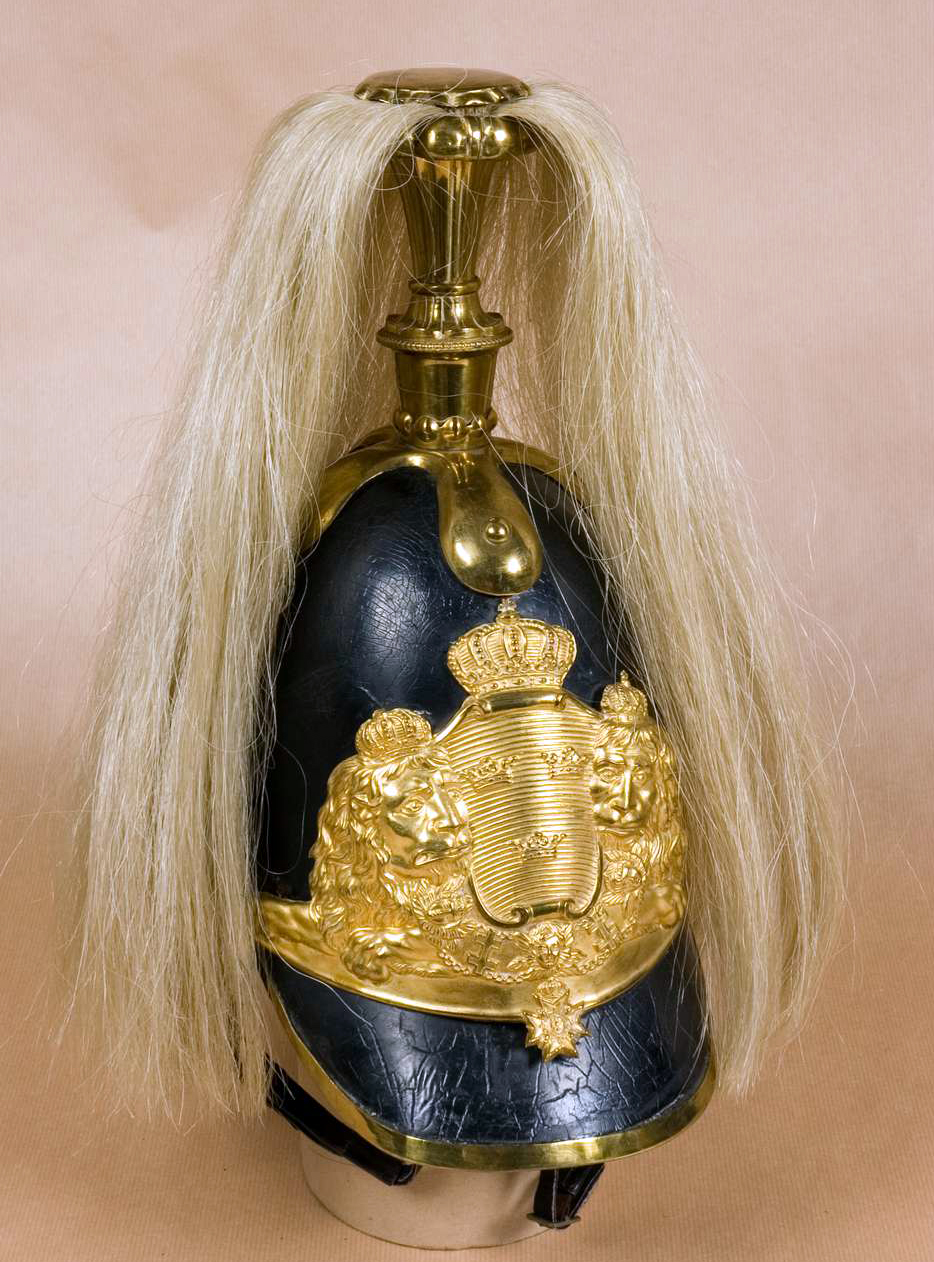
Kask m/1845 för manskap vid Livgardet till häst (K 1).
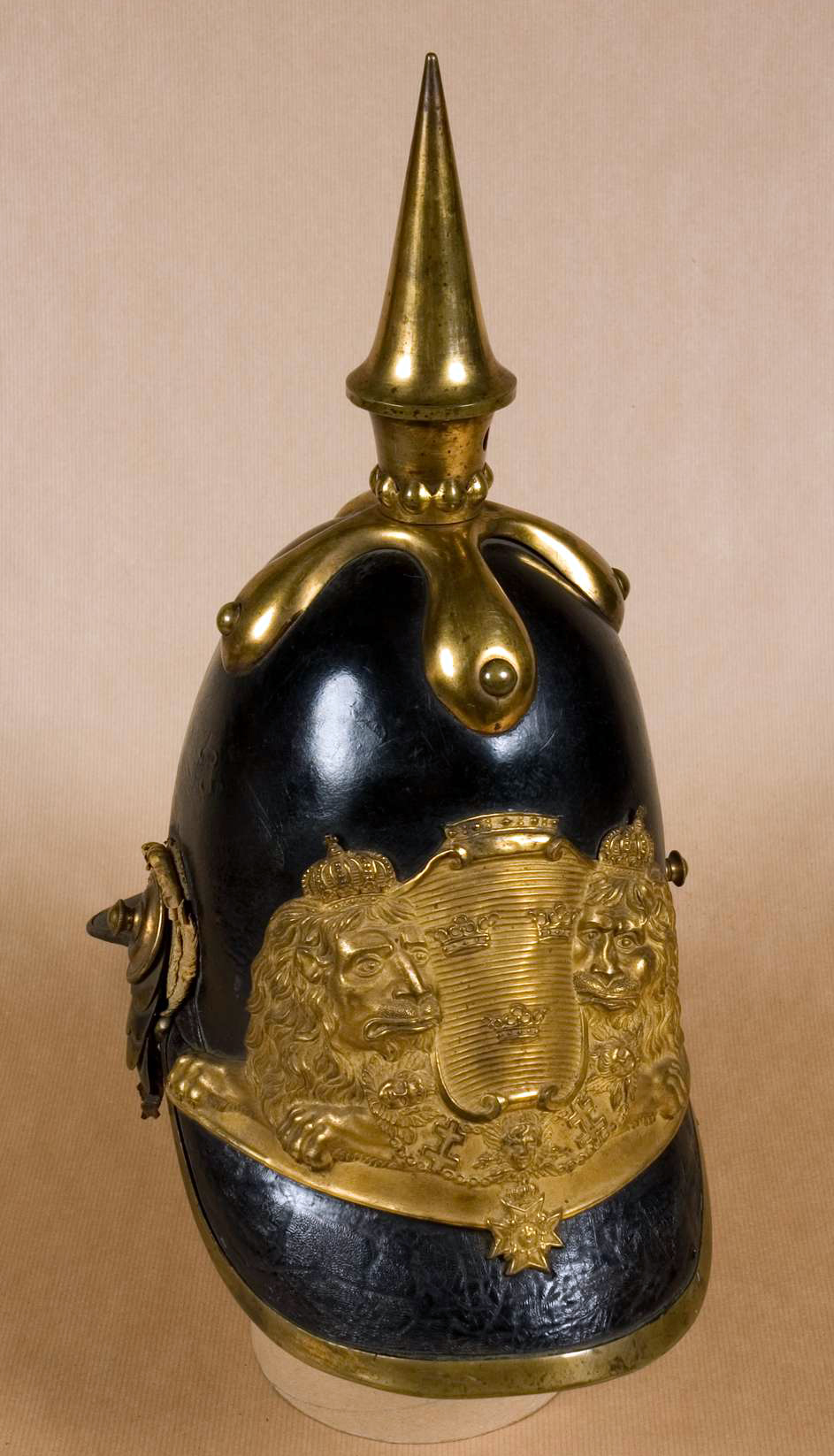
Kask m/1845 för manskap vid Liv- och hustrupperna.
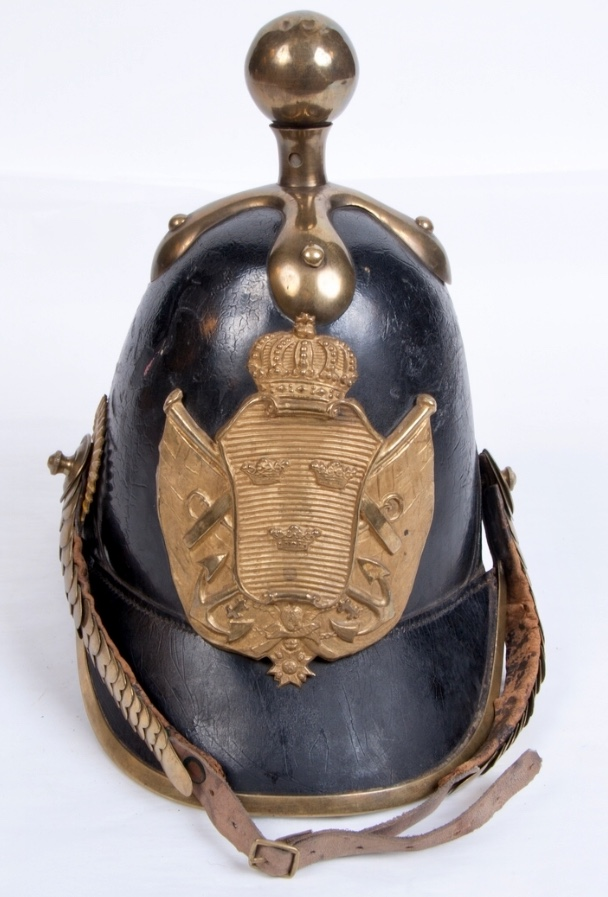
Kask m/1845 för manskap vid Marinregementet.

### Webbkällor
1. 1 2  Hogman, Hans. ”Militaria”. Artilleriets uniformer. Arkiverad från originalet den 9 mars 2013. https://web.archive.org/web/20130309133404/http://www.algonet.se/~hogman/uniformer_armen_18.htm#Artilleriet_1840. Läst 21 september 2012.